# Campeonato da Venezuela de Ciclismo Contrarrelógio
Os Campeonatos da Venezuela de Ciclismo Contrarrelógio organizam-se anualmente desde o ano 2000 para determinar o campeão ciclista da Venezuela da cada ano, na modalidade.
O título outorga-se ao vencedor de uma única corrida, na modalidade de Contrarrelógio individual. O vencedor obtém o direito a portar um maillot com as cores da bandeira da Venezuela até campeonato do ano seguinte, somente quando disputa provas Contrarrelógio.

## Palmarés masculino
| Ano  | Vencedor           | Segundo                      | Terceiro          |
| 2000 | José Isidro Chacón | Álex Méndez                  | Aldrin Salamanca  |
| 2001 | Néstor Chacón      | -                            | -                 |
| 2002 | Franklin Chacón    | José Isidro Chacón           | Manuel Medina     |
| 2003 | José Isidro Chacón | Carlos José Ochoa            | Franklin Chacón   |
| 2004 | José Isidro Chacón | Tomás Martínez               | César Salazar     |
| 2005 | Wilmer Vasquez     | Tommy Auma Free Alcedo Pérez | Franklin Chacón   |
| 2006 | Tomás Gil          | Andris Hernández             | Manuel Medina     |
| 2007 | José Rujano        | Franklin Chacón              | Tomás Gil         |
| 2008 | Tomás Gil          | Víctor Moreno Sevilla        | Noel Vásquez      |
| 2009 | José Rujano        | Víctor Moreno Sevilla        | Richard Ochoa     |
| 2010 | Tomás Gil          | José Isidro Chacon           | Carlos Gálviz     |
| 2011 | José Isidro Chacon | Tomás Gil                    | Richard Ochoa     |
| 2012 | Tomás Gil          | José Isidro Chacon           | Carlos Gálviz     |
| 2013 | José Rujano        | Carlos Gálviz                | Jonathan Monsalve |
| 2014 | Carlos Gálviz      | José Rujano                  | Tomás Gil         |
| 2015 | Yonder Godoy       | José Rujano                  | Tomás Gil         |
| 2016 | Pedro Gutiérrez    | José Alarcón                 | Anderson Paredes  |
| 2017 | Pedro Gutiérrez    | José Alarcón                 | Yonathan Salinas  |
| 2018 | Pedro Gutiérrez    | Carlos Gálviz                | José Alarcón      |
| 2019 | Orluis Aular       | Carlos Gálviz                | Ángel Pulgar      |
| 2020 | Carlos Gálviz      | Jeison Rujano                | Orluis Aular      |
| 2021 | Jeison Rujano      | Emmanuel Viloria             | José Díaz         |
| 2022 | Orluis Aular       | José Alarcón                 | Ángel Rivas       |

## Palmarés feminino
| Ano  | Vencedora            | Segunda                | Terceira               |
| 1999 | Lohana Torres        | Anrosi Dayana Paruta   | Melisa Gonzalez        |
| 2002 | Anrosi Dayana Paruta | Maria Maldonado        | Ismary Orellana        |
| 2003 | Anrosi Dayana Paruta | Danielys García        | Blendys Isabel Rojas   |
| 2006 | Danielys García      | Francimar Pinto        | Angélica Quintero      |
| 2007 | Karelia Machado      | Fanny Alvarez          | Danielys García        |
| 2008 | Danielys García      | María Elena Briceño    | Francimar Pinto        |
| 2009 | Danielys García      | María Elena Briceño    | Fanny Alvarez          |
| 2010 | Danielys García      | Angie Sabrina González | María Elena Briceño    |
| 2011 | Danielys García      | Angie Sabrina González | María Elena Briceño    |
| 2012 | Danielys García      | María Elena Briceño    | Angie Sabrina González |
| 2013 | Danielys García      | Lilibeth Chacón        | Jennifer Cessar        |
| 2014 | Danielys García      | Angie Sabrina González | Wilmarys Moreno        |
| 2015 | Jennifer Cessar      | Wilmarys Moreno        | María Elena Briceño    |
| 2016 | Danielys García      | Lilibeth Chacón        | Maria Roda             |
| 2017 | Lilibeth Chacón      | Ingrid Porras          | Jennifer Cessar        |
| 2018 | Danielys García      | Wilmarys Moreno        | María Elena Briceño    |
| 2019 | Wilmarys Moreno      | María Elena Briceño    | Katiusca García        |
| 2020 | María Andreína Daza  | Angie González         | Wilmarys Moreno        |
| 2021 | Wilmarys Moreno      | Andisabel Luque        | Katherine Clemant      |
| 2022 | Lilibeth Chacón      | Angy Luna              | Wilmarys Moreno        |